# Comuna Semîkivți, Terebovlea
Semîkivți (în ucraineană Семиківці) este o comună în raionul Terebovlea, regiunea Ternopil, Ucraina, formată din satele Pidruda și Semîkivți (reședința).

## Demografie
Componența lingvistică a comunei Semîkivți
     Ucraineană (99,7%)
     Alte limbi (0,3%)
Conform recensământului din 2001, majoritatea populației comunei Semîkivți era vorbitoare de ucraineană (99,7%), existând în minoritate și vorbitori de alte limbi.